# 레온 5세
레온 5세(그리스어: Λέων Ε' ο Αρμένιος, 775년 - 820년 12월 24일)는 813년부터 820년까지 동로마 제국의 황제였다.

## 생애

### 제위에 오름
레온의 아버지는 귀족인 바르다네스로 아르메니아 계통의 혈통이라고 한다. 803년 바르다네스 투르쿠스가 니키포로스 1세에게 반기를 들었을 때 바르다네스의 반란에도 관여했다가 나중에 니키포로스 쪽으로 돌아섰다. 니키포로스 1세와 미하일 1세 랑가베 밑에서 장군으로 명성을 얻었고 아나톨리아 지역의 총독(스트라테고스)이 되었다.
812년 불가르족의 칸 크룸이 쳐들어와 812년 11월 메셈브리아 시를 점령했다. 이듬해 황제 미하일은 대군을 규합해 불가르족과 전투를 위해 진격했고 6월 21일 양측이 대규모로 전투를 벌였는데 갑자기 레오의 아나톨리아 군대가 전선을 버리고 도망쳤다.
이 때문에 전세는 역전되고 비잔티움 군은 전투에서 지고 말았다. 이 때의 레온의 행동은 군사들이 도망쳐서 어쩔 수 없다는 변명을 하긴 했지만 명백한 반란으로 아마도 불가르족의 크룸과 사전 협약이 있었던 것으로 보인다. 레온은 수도로 돌아와 자진 퇴위한 미하일 1세의 뒤를 이어 황제가 되었다.

### 불가르족의 침입
한편 크룸은 콘스탄티노폴리스 성벽까지 단숨에 진출해 성벽을 포위하고 공격했지만 막강한 난공불락의 요새였던 테오도시우스 성벽을 무너뜨릴 수는 없었다. 레온은 크룸에게 단독 면담을 제의했고 비무장으로 함께 만나기로 했다. 크룸이 회담 장소에 도착하자 갑자기 비잔티움 군사가 매복했다가 크룸을 공격했다.
크룸은 화살 하나를 맞고 간신히 달아났지만 비잔티움의 배신 행위에 분노하여 퇴각하면서 제국의 전 지역을 초토화 시켰다. 이때 아드리아노폴리스에서는 약 1만 명의 주민이 학살당했다.
814년 봄 크룸은 다시 한번 대대적인 콘스탄티노폴리스 공격을 준비하였고 레온은 크룸의 공성전에 대비해 만반을 준비를 갖추는 한편 서방 황제이자 샤를마뉴의 아들인 경건왕 루드비히에게 사절을 보내 원조를 요청하기도 했다.
그러나 원정을 막 떠나려던 크룸이 갑자기 발작을 일으켜 죽자 불가르족은 침공을 포기했다. 당시 동방에서도 니키포로스의 평화가 계속되고 있었고 바그다드의 칼리파도 반란으로 내분 중에 있었기 때문에 레온은 외부의 위협에서 벗어나 국내문제에 치중할 수 있었다.

### 제2차 성상파괴
국내 문제에 치중할 수 있게 된 레온은 다시 한번 성화상에 대한 공경을 금지하고 성상파괴를 명령했다. 이 때의 성상파괴는 레온 3세의 제1차 성상파괴령과는 달리 매우 현실적인 이유에서 일어났다. 제국에 모처럼만에 평화가 찾아오자 불만을 품은 전직군인과 군대가 불온한 움직임을 보였고 이들은 대체로 소아시아 출신의 성상파괴주의자들이었다.
814년 6월 레온 5세는 특별 위원회를 구성하였고 이 위원회는 6개월간의 치밀하고 비밀스러운 연구끝에 성상 공경의 근거가 없음을 밝혔다. 레온은 성상을 옹호하는 콘스탄티노폴리스 총대주교 니키포로스를 불러 성상 공경의 근거가 없음을 말하며 그를 사실상 해임하고 성상파괴령을 발동하였다.
이로써 제국은 폭동의 위기를 넘길 수 있었다. 그러나 이 두 번째 성상금지령은 황제의 종교적 관심에서 비롯된 것이 아니어서 그리 오래 지속되지 못했다.

### 황제의 몰락
레온에게는 아주 오랜 친구인 미하일이 있었는데 레오는 그를 신임해 황궁 경비대장에 임명했다. 그러나 미하일이 불온한 움직임을 보이자 820년 12월 그를 반역 혐의로 체포하고 처형하려 했으나 레온의 황후 테오도시아가 반대하여 투옥하는데 그쳤다.
레온은 친한 친구의 반란에 충격을 받은 데다가 불길한 예언에 휩쓸렸다. 크리스마스 이브에 성당에서 성가를 부르던 중 레온은 미하일의 친구들에 의해 살해당했다.
그의 뒤를 이어 감옥에 갇혀있던 미하일이 풀려나와 황제로 추대되었다. 레온의 시신은 훼손되었고 네 아들은 거세당하고 황후 테오도시아와 함께 추방되었다.

## 같이 보기
- 동로마 황제